# Chamaeleo hoehnelii
Chamaeleo hoehnelii är en ödleart som beskrevs av  Franz Steindachner 1891. Chamaeleo hoehnelii ingår i släktet Chamaeleo och familjen kameleonter.

## Underarter
Arten delas in i följande underarter:
- C. h. hoehnelii
- C. h. altaeelgonis